# Max Rüegg
Max Rüegg es un deportista suizo que compitió en bobsleigh en las modalidades doble y cuádruple.
Ganó cuatro medallas en el Campeonato Mundial de Bobsleigh entre los años 1981 y 1983, y dos medallas en el Campeonato Europeo de Bobsleigh, en los años 1980 y 1982.

## Palmarés internacional
| Campeonato Mundial | Campeonato Mundial           | Campeonato Mundial | Campeonato Mundial |
| Año                | Lugar                        | Medalla            | Prueba             |
| ------------------ | ---------------------------- | ------------------ | ------------------ |
| 1981               | Cortina d'Ampezzo (Italia)   | Medalla de bronce  | Cuádruple          |
| 1982               | Sankt Moritz (Suiza)         | Medalla de oro     | Doble              |
| 1982               | Sankt Moritz (Suiza)         | Medalla de bronce  | Cuádruple          |
| 1983               | Lake Placid (Estados Unidos) | Medalla de plata   | Doble              |
| Campeonato Europeo |                              |                    |                    |
| Año                | Lugar                        | Medalla            | Prueba             |
| 1980               | Sankt Moritz (Suiza)         | Medalla de plata   | Cuádruple          |
| 1982               | Cortina d'Ampezzo (Italia)   | Medalla de oro     | Doble              |